# Octopus filosus
Octopus filosus är en bläckfiskart som beskrevs av Howell 1867. Octopus filosus ingår i släktet Octopus och familjen Octopodidae. Inga underarter finns listade i Catalogue of Life.